# Alternatywny system obrotu
Alternatywny system obrotu (ASO, wielostronna platforma obrotu) – wielostronny system kojarzący oferty kupna i sprzedaży instrumentów finansowych, organizowany poza rynkiem regulowanym w taki sposób, że do zawarcia transakcji dochodzi w ramach tego systemu, zgodnie z określonymi regulacjami, które są łagodniejsze w porównaniu do rynku giełdowego i pozagiełdowego.
Alternatywny system obrotu (inaczej niż rynek pozagiełdowy) nie jest rynkiem regulowanym, to znaczy, że nie ma obowiązku powszechnego, pełnego i jednakowego dostępu do informacji o ofertach, oraz do zapewnienia jednakowych warunków nabywania i zbywania instrumentów finansowych. Wymagana jest jedynie jednolita informacja o kursach i obrotach, a zasady odraczania informacji muszą być opublikowane. Dark pool może być zorganizowany tylko w postaci alternatywnego systemu obrotu.
Alternatywny system obrotu, podobnie jak giełda, ma status rynku zorganizowanego, tzn. że transakcje są zestandaryzowane i zachowana jest zasada koncentracji obrotu w jednym miejscu.
W Polsce alternatywny systemu obrotu jest często mylony z regulowanym rynkiem pozagiełdowym.

## Alternatywne systemy obrotu w Polsce
Obrót instrumentami finansowymi w alternatywnym systemie obrotu na terytorium Polski organizują Giełda Papierów Wartościowych w Warszawie (NewConnect) oraz BondSpot S.A (jeden z segmentów systemu Catalyst).